# AIK Fotbolls säsong 1907
AIK spelade säsongen 1907 i Klass 2 av Stockholmsserien sedan de blev nedflyttade 1906 efter att ha kommit näst sist. AIK blev också Stockholms bästa lag efter att ha kommit tvåa distriktsmästerskapet för första gången, detta efter en finalförlust mot IFK Uppsala (0-4). Detta år tilläts också AIK delta i SM men slogs ut i den första omgången mot IFK Eskilstuna (1-5). 

## Tabell
|   |                | S  | V | O | F | GM | IM | MS  | P  |
| - | -------------- | -- | - | - | - | -- | -- | --- | -- |
| 1 | AIK            | 10 | 7 | 1 | 2 | 24 | 6  | +18 | 15 |
| 2 | Västermalms IF | 10 | 6 | 2 | 2 | 25 | 14 | +11 | 14 |
| 3 | Djurgårdens SK | 10 | 6 | 1 | 3 | 18 | 11 | +7  | 13 |
| 4 | Södermalms IK  | 10 | 3 | 4 | 3 | 13 | 12 | +1  | 10 |
| 5 | IK Göta        | 10 | 1 | 2 | 7 | 6  | 22 | -16 | 4  |
| 6 | IF Westa       | 10 | 1 | 2 | 7 | 6  | 22 | -16 | 4  |

## Matcher
Alla matcher spelade 1907. AIK:s gjorda mål står alltid först.
| Datum        | Stadion | Motståndare    | Resultat | Match | Publik |
| ------------ | ------- | -------------- | -------- | ----- | ------ |
| 9 maj        | Okänd   | Västermalms IF | 6-2      | SSK2  | Saknas |
| 3 juni       | Okänd   | Djurgårdens SK | 5-1      | SSK2  | Saknas |
| 10 juni      | Okänd   | IF Westa       | 1-1      | SSK2  | Saknas |
| 17 juni      | Okänd   | IK Göta        | 3-0      | SSK2  | Saknas |
| 1 juli       | Okänd   | Södermalms IK  | 3-0      | SSK2  | Saknas |
| 5 augusti    | Okänd   | IK Göta        | 4-1      | SSK2  | Saknas |
| 11 augusti   | Okänd   | Södermalms IK  | 2-1      | SSK2  | Saknas |
| 25 augusti   | Okänd   | IFK Eskilstuna | 1-5      | SM    | Saknas |
| 15 september | Okänd   | IF Westa       | WO-vinst | SSK2  | Ingen  |
| Ingen        | Ingen   | Djurgårdens SK | Inget 2  | SSK2  | Ingen  |
| Ingen        | Ingen   | Västermalms IF | Inget 2  | SSK2  | Ingen  |
| Okänd        | Okänd   | Södermalms IK  | 7-1      | SDM   | Saknas |
| Okänd        | Okänd   | IFK Stockholm  | 4-2      | SDM   | Saknas |
| Okänd        | Okänd   | Östermalms IF  | 2-1      | SDM   | Saknas |
| Okänd        | Okänd   | IFK Uppsala    | 0-4 2    | SDM   | Saknas |

1 = Final i Stockholms distriktsmästerskap
2 = AIK blev diskvalificerade i de två sista matcherna.
- SDM = Stockholms distriktsmästerskap
- SM = Svenska Mästerskapet
- SSK1 = Stockholmsserien klass 1